# Polythlipta divaricata
Polythlipta divaricata is een vlinder van de familie van de grasmotten (Crambidae). De wetenschappelijke naam van deze soort is voor het eerst voorgesteld door Frederic Moore in een publicatie uit 1885.
De soort komt voor in Bhutan, China, Taiwan, Sri Lanka en Papoea-Nieuw-Guinea.